# 臺北縣 (日治時期)
臺北縣（ Taihoku ken）是臺灣日治初期1895年至1901年的一個縣級行政區劃。在1895年（明治二十八年）6月28日創立之際，係由清治末期的臺北府改制而成，轄區範圍涵蓋北台灣，約當今之臺北市、新北市、基隆市、桃園市、宜蘭縣、新竹縣及新竹市。
1897年（明治三十年）5月3日，全臺改制為「六縣三廳」時，原臺北縣拆分出新竹縣、宜蘭廳，轄區僅餘今之臺北市、新北市、基隆市及桃園市東半部。1898年（明治三十一年）6月18日，六縣三廳整併回「三縣三廳」，轄區與前臺北府相近，但已不包含宜蘭地區。1901年（明治三十四年），三縣三廳改制為「二十廳」，臺北縣廢止，其轄區拆分為臺北廳、基隆廳、深坑廳、桃仔園廳及新竹廳5個廳。

## 沿革
- 1895年（明治二十八年）6月28日，依據臺灣總督府假條例第23條規定，制定公布「地方官假官制」，參酌清代舊制，設「三縣一廳」。清末臺北府改為臺北縣。
- 1895年（明治二十八年）6月5日，在官制公布前，基隆支廳先設立。
- 1895年（明治二十八年）6月9日，在官制公布前，臺北縣與淡水事務所先設立，並開始辦公。
- 1895年（明治二十八年）6月23日，在官制公布前，宜蘭支廳先設立。
- 1895年（明治二十八年）6月24日，在官制公布前，新竹支廳先設立。
- 1895年（明治二十八年）7月19日，淡水事務所改稱淡水支廳。
- 1895年（明治二十八年）8月24日，依臺灣總督府條例制定「民政支部與出張所規程」，隔日通令頒行，將三縣一廳改制為一縣「二民政支部一廳」。臺北縣維持原體制。
- 1896年（明治二十九年）2月18日，依臺灣總督府條例制定「臺灣總督府地方官官制」，並以敕令91號公布，將一縣二民政支部一廳再改回「三縣一廳」。臺北縣維持原體制。
- 1897年（明治三十年）5月3日，以敕令152號公布「臺灣總督府地方官官制」，將三縣一廳改制為「六縣三廳」，廢除支廳，縣廳以下改設辨務署。臺北縣析分臺北縣、新竹縣、宜蘭廳。
- 1898年（明治三十一年）6月18日，以敕令108號公布「臺灣總督府地方官官制」，將六縣三廳改制為「三縣三廳」，縣廳以下設辨務署或出張所（臺東、澎湖廳），辨務署下得設辨務支署。前階段的臺北縣、新竹縣之竹北一堡、竹北二堡、竹南一堡又併為臺北縣。
- 1901年（明治三十四年）11月9日，以府令202號公布「臺灣總督府地方官官制」，將三縣三廳改制為「二十廳」，廳下設支廳。臺北縣裁撤，析分為臺北廳、基隆廳、深坑廳、桃仔園廳、新竹廳。

## 行政區劃
1895年6月-1897年6月
此時的臺北縣即清末的淡水縣範圍，共373方日。
- 直轄：大加蚋堡（設臺北市出張所）、文山堡（設深坑街出張所）、擺接堡、興直堡（設枋橋出張所）、海山堡（設三角湧出張所）、桃澗堡（設大嵙崁出張所）、芝蘭一堡、芝蘭二堡（設士林出張所），即清末淡水縣中、南部，管轄面積124方日里。（明治二十九年9月5日，淡水支廳之八里坌堡坑仔庄改歸直轄）

- 基隆支廳：基隆堡、金包里堡、石碇堡、三貂堡，即清末基隆廳轄境，管轄面積61方日里。

- 宜蘭支廳：二結堡、茅仔藔堡、利澤簡堡、紅水溝堡、羅東堡、清水溝堡、頭圍堡、四圍堡、員山堡、浮洲堡、民壯圍堡、本城堡，即清末宜蘭縣轄境，管轄面積75方日里。

- 新竹支廳：竹北一堡、竹南一堡、竹北二堡，即清末新竹縣轄境，管轄面積95方日里。

- 淡水支廳：八里坌堡、芝蘭三堡，即清末淡水縣北部。

1897年6月-1898年6月
此時的臺北縣即「三縣一廳」階段的臺北縣直轄、基隆支廳、淡水支廳的範圍。共273方日里，轄13個辨務署，14個堡里，1,437個街庄社，1個外島。1897年6月10日，公告設立臺北、士林、新庄、三角湧、景尾、桃仔園、中壢、滬尾、樹林口、基隆、水邊角（之後改稱水返腳）、頂雙溪、金包里辨務署，並在7月1日開設。
- 臺北辨務署：大加蚋堡
- 士林辨務署：芝蘭一堡、芝蘭二堡
- 新庄辨務署：興直堡、擺接堡
- 三角湧辨務署：海山堡
- 景尾辨務署：文山堡
- 桃仔園辨務署：桃澗堡一部分
- 中壢辨務署：桃澗堡一部分
- 滬尾辨務署：芝蘭三堡
- 樹林口辨務署：八里坌堡
- 基隆辨務署：基隆堡
- 水邊角辨務署：石碇堡
- 頂雙溪辨務署：三貂堡
- 金包里辨務署：金包里堡

1898年6月-1901年11月
此時的臺北縣即「六縣三廳」階段的臺北縣與新竹縣北半部的範圍。1898年6月28日，公告設立臺北、三角湧、景尾、桃仔園、滬尾、基隆、水邊腳、頂雙溪、新埔、新竹等10個辨務署。1899年4月1日，各辨務署下的辨務支署調整；同年7月21日，由於官吏的經費需求增加、公學校令實施等，地方政府的財政支出逐漸增加，因此將頂雙溪辨務署併入基隆辨務署，新埔辨務署併入桃仔園、三角湧辨務署；枋橋支署、枋藔支署、新庄支署改隸臺北辨務署，新埔支署改隸新竹辨務署，頂雙溪支署改隸基隆辨務署，咸菜硼支署改隸三角湧辨務署，楊梅壢、大坵園支署改隸桃仔園辨務署，錫口支署改隸水返腳辨務署；同時，當局亦考量將景尾辨務署改到深坑，以配合坪林尾地區的製腦及開墾事業，且深坑街位處辨務署較中央之位置，但此變更因地方民眾請願留置景尾辨務署而暫緩。
1899年10月7日，台北廳的辨務署下改劃分為135個區。1900年4月1日，裁撤大稻埕水上支署、枋藔支署、基隆水上支署、土地公埔支署、大坵園支署；同年8月24日，三角湧辨務署改為「大嵙崁辨務署」；同年9月16日，由於水返腳地區的治安已穩定，而無存在之必要，且考量石碇堡在清治時期屬基隆廳，因此將水返腳辨務署併入基隆辨務署，錫口支署改隸臺北辨務署；同年1900年12月1日，景尾辨務署改為「深坑辨務署」，原深坑支廳改為直轄，原直轄改為景尾支署。
1901年11月11日，臺北、滬尾辨務署合併為「臺北廳」，基隆辨務署改為「基隆廳」，深坑辨務署改為「深坑廳」，大嵙崁、桃仔園辨務署合併為「桃園廳」，新竹辨務署改為「新竹廳」。臺北縣在改為二十廳前的管轄如下：
- 臺北辨務署
  - 直轄：位在臺北城內，管轄部分大加蚋堡
  - 艋舺支署：位在艋舺舊街，管轄部分大加蚋堡
  - 大稻埕支署：位在大稻埕六館街，管轄部分大加蚋堡
  - 錫口支署：位在錫口街，管轄部分大加蚋堡、部分芝蘭一堡（曾屬水返腳支署）
  - 士林支署：位在士林街，管轄芝蘭一堡、芝蘭二堡
  - 枋橋支署：位在枋橋街，管轄擺街堡（原屬於三角湧辨務署）
  - 新庄支署：位在新庄街，管轄興直堡（原屬於三角湧辨務署）
- 滬尾辨務署
  - 直轄：位在滬尾街，管轄部分芝蘭三堡
  - 山腳庄支署：位在頂田心仔庄，管轄八里坌堡
- 基隆辨務署
  - 直轄：位在基隆街，管轄部分基隆堡
  - 瑞芳支署：位在瑞芳街，管轄部分基隆堡
  - 金包里支署：位在金包里街，管轄金包里堡
  - 頂雙溪支署：位在頂雙溪街，管轄三貂堡（原屬頂雙溪辨務署）
  - 水返腳支署：位在水返腳街：管轄石碇堡（原屬水返腳辨務署）
- 深坑辨務署（原為景尾辨務署）
  - 直轄：位在深坑街，管轄部分文山堡
  - 景尾支署：位在景尾街，管轄部分文山堡
  - 坪林尾支署：位在坪林尾庄，管轄部分文山堡
- 大嵙崁辨務署（原為三角湧辨務署）
  - 直轄：位在大嵙崁街，管轄部分海山堡、部分桃澗堡
  - 三角湧支署：位在三角湧街，管轄部分海山堡
  - 咸菜硼支署：位在咸菜硼街，管轄部分竹北二堡（原屬新埔辨務署）
- 桃仔園辨務署
  - 直轄：位在桃仔園街，管轄部分桃澗堡
  - 中壢支署：位在中壢街，管轄部分桃澗堡、部分竹北二堡
  - 楊梅壢支署：位在楊梅壢街，管轄部分竹北二堡（原屬新埔辨務署）
- 新竹辨務署
  - 直轄：位在新竹城內，管轄部分竹北一堡
  - 北埔支署：位在北埔街，管轄部分竹北一堡
  - 樹杞林支署：位在樹杞林街，管轄部分竹北一堡
  - 新埔支署：位在新埔街，管轄部分竹北二堡（原屬新埔辨務署）
  - 中港支署：位在中港街，管轄部分竹南一堡
  - 頭份支署：位在頭份街，管轄部分竹南一堡
  - 南庄支署：位在南庄街，管轄部分竹南一堡

## 歷任首長

### 臺北縣知事
| 任次 | 肖像 | 姓名 (生–卒)         | 在任時間     | 在任時間       | 備註 |
| ---- | ---- | -------------------- | ------------ | -------------- | --- |
| 1    |      | 田中綱常 (1842–1903) | 1895年6月9日 | 1896年4月1日   | |
| 2    |      | 橋口文藏 (1853–1903) | 1896年4月1日 | 1898年5月3日   | 1.1897年5月27日臺北縣分出新竹縣與宜蘭廳。 2.1897年6月10日臺北縣劃分為13辦務署。 |
| 3    |      | 村上義雄 (1845–1919) | 1898年5月3日 | 1901年11月11日 | 1.1898年6月20日新竹縣北半部併入臺北縣，同時重新劃分為10辦務署。 2.1900年8月24日三角湧辦務署廢除，改設大嵙崁辦務署。 3.1900年9月16日水返腳辦務署併入基隆辦務署。 4.1900年12月1日景尾辦務署廢除，改設深坑辦務署。 |

附註
1. ↑  原臺中縣知事。

### 宜蘭支廳長
| 任次 | 肖像 | 姓名 (生–卒)           | 在任時間      | 在任時間      | 備註 |
| ---- | ---- | ---------------------- | ------------- | ------------- | ---- |
| 1    |      | 河野主一郎 (1847–1922) | 1895年6月23日 | 1896年9月7日  |      |
| 2    |      | 與倉東雄 (？–？)       | 1896年9月7日  | 1897年5月27日 |      |

附註
1. ↑  辭職。
2. ↑  改任臺北縣財務部長。

### 辨務署長

#### 六縣三廳時期
- 臺北辨務署：七里恭三郎（1897年8月~）[13]
- 士林辨務署：柳原保太郎（1897年8月~）[13]
- 新庄辨務署：山下雄熊（1897年10月11日~）[14]
- 三角湧辨務署：里見義正（1897年8月~）[13]
- 景尾辨務署：谷信敬（1897年8月~）[13]
- 桃仔園辨務署：加藤重任（1897年8月~）[13]
- 中壢辨務署：大竹岩次郎（代理）、加藤重任（兼任，1898年2月25日~）[15]
- 滬尾辨務署：田邊啓藏（1897年6月16日~1897年12月27日）[16]、笹田柾次郎（1897年12月28日~）[17]
- 樹林口辨務署：木下賢良（1897年8月~）[13]、笹田柾次郎（兼任，1897年12月28日~）[17]
- 基隆辨務署：笹田柾次郎（1897年6月16日~1897年12月27日）[16]、田邊啓藏（1897年12月28日~）[17]
- 水返腳辨務署：金谷湛十郎（1897年8月~同年9月28日病逝）[13][18]、鹽津保庸（代理）
- 頂雙溪辨務署：天野確郎
- 金包里辨務署：高橋謙

#### 三縣三廳時期
- 臺北辨務署長：與倉東雄（1898年6月28日~1899年6月30日）[19]、岡田宜壽（兼任）[20]、續彥三（1899年7月19日~）[20]    、山名金明（1900年~1901年）
- 三角湧辨務署長：里見義正（~1899年6月30日）[21]、柳原保太郎（1899年6月30日~，1900年改為大嵙崁辨務署長）[21]
- 大嵙崁辨務署長：柳原保太郎（1900年8月24日~1901年）[22]
- 景尾辨務署長：谷信敬（~1899年6月30日）、岡田宜壽（1899年6月30日~）[21]、木下賢良（1900年9月18日~，同年底改為深坑辨務署長）[23]
- 深坑辨務署長：木下賢良（1900年12月1日~1901年）[24]
- 桃仔園辨務署長：柳原保太郎（1898年6月28日~1899年6月30日）[19]、柳原保太郎（兼任，1899年6月30日~）[21]、中田直溫（1899年7月19日~1901年）[20]
- 滬尾辨務署長：佐野友三郎（1898年6月28日~1899年6月30日）[19]、木下賢良（兼任，1899年6月30日~）[21]、西美波（1899年7月19日~）[20]、續彥三（兼任，1899年9月28日~）[25] 、村上先（1899年11月7日~1901年）[26]
- 基隆辨務署長：七里恭三郎（1898年6月28日~1901年）[19]
- 頂雙溪辨務署長：山本德三郎（1898年6月28日~）[19]、岡田宜壽（1899年4月6日~）[27]、七里恭三郎（兼任，1899年6月30日~1899年7月裁撤）[21]
- 水返腳辨務署長：木下賢良（~1900年6月裁撤）
- 新埔辨務署長：足立忠八郎（1898年6月28日~1899年6月30日）[19]、里見義正（兼任，1899年6月30日~1899年7月裁撤)[21]
- 新竹辨務署長：桑原戒平（1898年6月28日~1899年6月30日）[19]、里見義正（1899年6月30日~1901年)[21]

## 資料來源
1. ↑  . 臺灣總督府報. 1897-10-09.
2. ↑  . 臺灣總督府報. 1898-06-28.
3. ↑  . 臺北縣報. 1899-04-05.
4. ↑  . 臺灣總督府報. 1899-07-21.
5. 1 2  臺灣總督府. . 1899.
6. ↑  . 臺北廳報. 1899-07-22.
7. ↑  . 臺北縣報. 1899-10-07.
8. ↑  . 臺灣總督府報. 1900-08-24.
9. ↑  . 臺灣總督府報. 1900-09-16.
10. ↑  臺灣總督府. . 1900.
11. ↑  . 臺灣總督府報. 1900-11-29.
12. ↑  . 臺北縣報. 1900-12-01.
13. 1 2 3 4 5 6 7  . 臺灣總督府報. 1897-08-26.
14. ↑  . 臺灣總督府報. 1897-10-14.
15. ↑  . 臺灣總督府報. 1898-02-27.
16. 1 2  . 臺灣總督府報. 1897-07-02.
17. 1 2 3  . 臺灣總督府報. 1898-01-11.
18. ↑  . 臺灣總督府報. 1897-10-14.
19. 1 2 3 4 5 6 7  . 臺灣總督府報. 1898-07-05.
20. 1 2 3 4  . 臺灣總督府報. 1899-07-22.
21. 1 2 3 4 5 6 7 8  . 臺灣總督府報. 1899-07-02.
22. ↑  . 臺灣總督府報. 1900-08-29.
23. ↑  . 臺灣總督府報. 1900-09-19.
24. ↑  . 臺灣總督府報. 1900-12-04.
25. ↑  . 臺灣總督府報. 1899-10-01.
26. ↑  . 臺灣總督府報. 1899-11-10.
27. ↑  . 臺灣總督府報. 1899-04-23.